# الكسندر رووي
الكسندر رووي (بالإنجليزية: Alexander Rowe)‏ هو منافس ألعاب قوى أسترالي، ولد في 8 يوليو 1992 في ملبورن في أستراليا.

## وصلات خارجية
- الكسندر رووي على موقع الاتحاد الدولي لألعاب القوى (الإنجليزية)
- الكسندر رووي على موقع النتائج التاريخية لألعاب القوى الأسترالية (الإنجليزية)